# Meister der Nürnberger Apostel

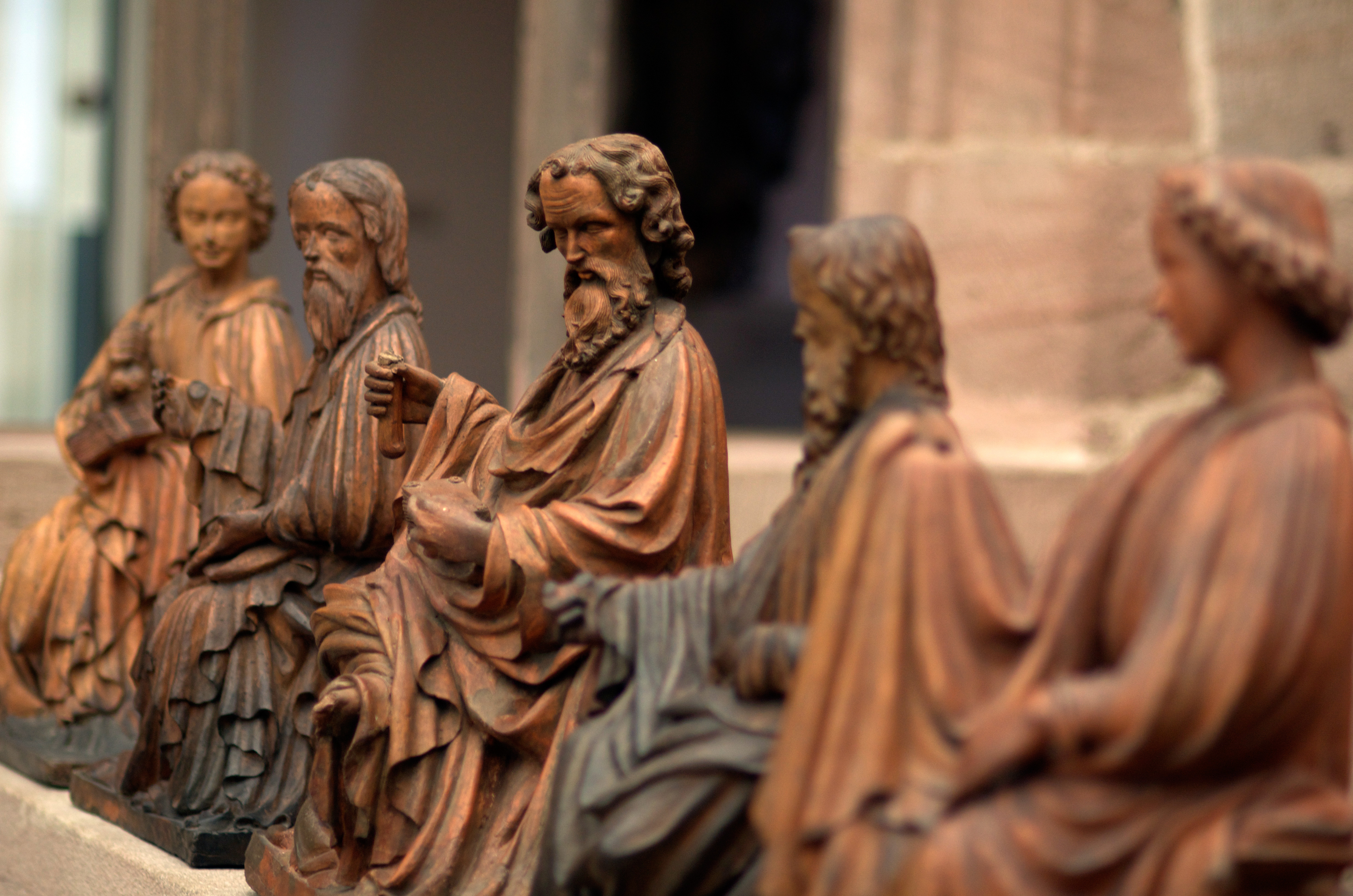
Tonapostel

Als Meister der Nürnberger Apostel wird in der Kunstgeschichte der mittelalterliche Bildhauer bezeichnet, der eine in Nürnberg erhaltene Reihe von gotischen Tonfiguren von Aposteln geschaffen hat. Stilistisch gehören die Figuren zum Weichen Stil und werden zu den bedeutenden Werken der Nürnberger Skulptur ihrer Zeit gerechnet. Sie sind eines der wenigen erhaltenen Beispiele von aus Ton gefertigten religiösen Figuren im deutschsprachigen Raum des Mittelalters und wahrscheinlich um 1410 oder 1420 entstanden.
Sechs Apostelfiguren befinden sind heute im Germanischen Nationalmuseum in Nürnberg, drei in der Jakobskirche in Nürnberg. Ungewöhnlicherweise sind die Apostel auf lehnenlosen Sitzen dargestellt, deren Seiten und auch Rückseite mit ornamentalen Schmuck fein verziert sind. Die Reihe der Apostel ist nicht vollständig erhalten, da üblicherweise zwölf Apostel dargestellt werden. Sie waren eventuell Teil eines Altares, zu dem wohl auch aus Holz geschaffener Figuren des Johannes der Täufer und des Christus Salvator gehörte, sowie eine nicht erhaltene oft mit Aposteln in gleicher Zahl zwölf als Apostelcredo dargestellten Propheten in Ton.
Die genaue Herkunft der Figuren ist nicht sicher. Die Figuren sind ein Beispiel Nürnberger Tonplastik, wie sie nach 1400 entstand und auch noch bei dem 1435 entstandenen Tondoerffer Epitaph in St. Lorenz zu finden ist. In der süddeutschen Tonplastik sind nur etwa ein Dutzend Serien sitzender Apostel erhalten. Die Skulptur in Ton hatte wohl nur eine kurze Blütezeit und ging wieder in der Arbeit mit dauerhafterem Material wie Holz und Stein auf. Eventuell ist der Figurenzyklus ein Beispiel für Modellierkunst eines nicht der Zunft der Steinmetze oder Holzhandwerker zugerechneten Kunsthandwerkers.